# Cansilianura malatestai
Genre
Espèce
Cansilianura malatestai, unique représentant du genre Cansilianura, est une espèce de collemboles de la famille des Neanuridae.

## Distribution
Cette espèce est endémique d'Italie. Elle se rencontre sur le Cansiglio.

## Publication originale
- Dallai & Fanciulli, 1983 : Ricerche sui collemboli 30. Un nuovo genere di neanuride del Cansiglio (Prealpi venete). Redia, vol. 66, p. 235-244.